# Schwabenkolonien bei Berdjansk
Die Schwabenkolonien bei Berdjansk (ukrainisch Бердянський колоністський округ) waren eine deutsche Ansiedlung im damaligen Südrussland, der heutigen Ukraine.

## Geschichte
Die späteren Ansiedler, die zur evangelisch separierten Brüdergemeinde gehörten, hatten sich 1818 zusammengeschlossen und erhielten im Mai 1819 Auswanderungspässe nach Russland. Anders als frühere Gruppen wählte man nicht den Weg über die Donau, sondern zog über Bayern, Sachsen, Schlesien, Warschau und von dort nach Alexandrowsk (heute Saporischschja). Vorne zog die Reichenbacher Kolonne, in Abständen von je einer Tagesreise folgten die Steinberger, Grunbacher und Winnender Kolonne. Abends bildeten die Kolonnen eine Wagenburg. Ursprünglich wollte man nach Georgien, doch in Schönwiese kam das Verbot weiterzuziehen. In den Dörfern Kostheim, Reichenfeld und Weinau, die zur Kolonie Prischib gehörten, verbrachten die Kolonnen drei Winter und zwei Sommer und arbeiteten dort als Lohnarbeiter. Auf Grundlage des Manifests von 1763 erhielten die Ansiedler Land bei Berdjansk. Zuerst wurden Neuhoffnungsthal und Rosenfeld von der Steinberger Kolonne gegründet, dann gründete die Reichenberger Kolonne Neuhoffnung. Neuhoffnungsthal und Rosenfeld lagen am Bache Tschokrak, Neuhoffnung am Westufer der Berda. Im Mai 1822 wurde Land zugemessen und man baute Erdhütten. Wegen der Flussnähe grassierte jedoch Typhus. Die Anlage der Dörfer musste genau nach Vorgaben der Regierung erfolgen. Durch zwei Gräben wurden 20 Faden (Faden = 2,1 Meter) breite Straße abgegrenzt, Hofstellen waren je 40 Faden breit und 80 Faden lang. Häuser wurden 10 Faden von der Straße entfernt erbaut. Wohnung und Stall lagen unter einem Dach. Die Ansiedler brauchten einige Jahre, um sich den Gegebenheiten anzupassen. Auch wer in Deutschland Bauer gewesen war, musste sich hier erst einarbeiten. Unter den Auswanderern befanden sich verhältnismäßig viele Handwerker und viele, die vorher Weinbauern gewesen waren. Im Juli 1830 trafen 14 Familien aus Württemberg ein und gründeten Neu-Stuttgart. 1850 wurde in Neuhoffnung eine Kirche erbaut, 1855 eine in Neuhoffnungsthal. Im Krimkrieg wurde 1855 Berdjansk beschossen, und viele Bewohner von Berdjansk fanden Aufnahme bei den Kolonisten. Auch die Nogaier konnten nicht aussäen und erhielten Hilfe der Kolonisten. Nach dem russischen Wehrpflichtgesetz von 1874 mussten auch die Kolonistensöhne zum Wehrdienst, durften jedoch nicht Offiziere werden. Im Ersten Weltkrieg wurden die Kolonisten, trotz ihrer Treue zu Russland, meist an die kaukasische Front geschickt.

## Orte
| Name            | heutiger Name                          | Gründungsjahr |
| --------------- | -------------------------------------- | ------------- |
| Neuhoffnung     | westlicher Teil von Ossypenko/Осипенко | 1822          |
| Neuhoffnungstal | Dolynske/Долинське                     | 1822          |
| Rosenfeld       | Oleniwka/Оленівка                      | 1822          |
| Neu-Stuttgart   | heute Jelysawetiwka/Єлизаветівка       | 1830          |